# La máscara negra
La máscara negra (Die schwarze Maske) es una ópera con música del compositor Krzysztof Penderecki usando un libreto en alemán del compositor y Harry Kupfer que se basa en una obra del año 1928 de Gerhart Hauptmann. Se estrenó en el Festival de Salzburgo el 15 de agosto de 1986, después de lo cual se montaron producciones en la Ópera Estatal de Viena y el Gran Teatro, Varsovia durante la siguiente temporada de ópera. La obra tuvo su estreno en los Estados Unidos el 30 de julio de 1988 en la Ópera de Santa Fe con un reparto que incluyó a Mark Lundberg.

## Personajes

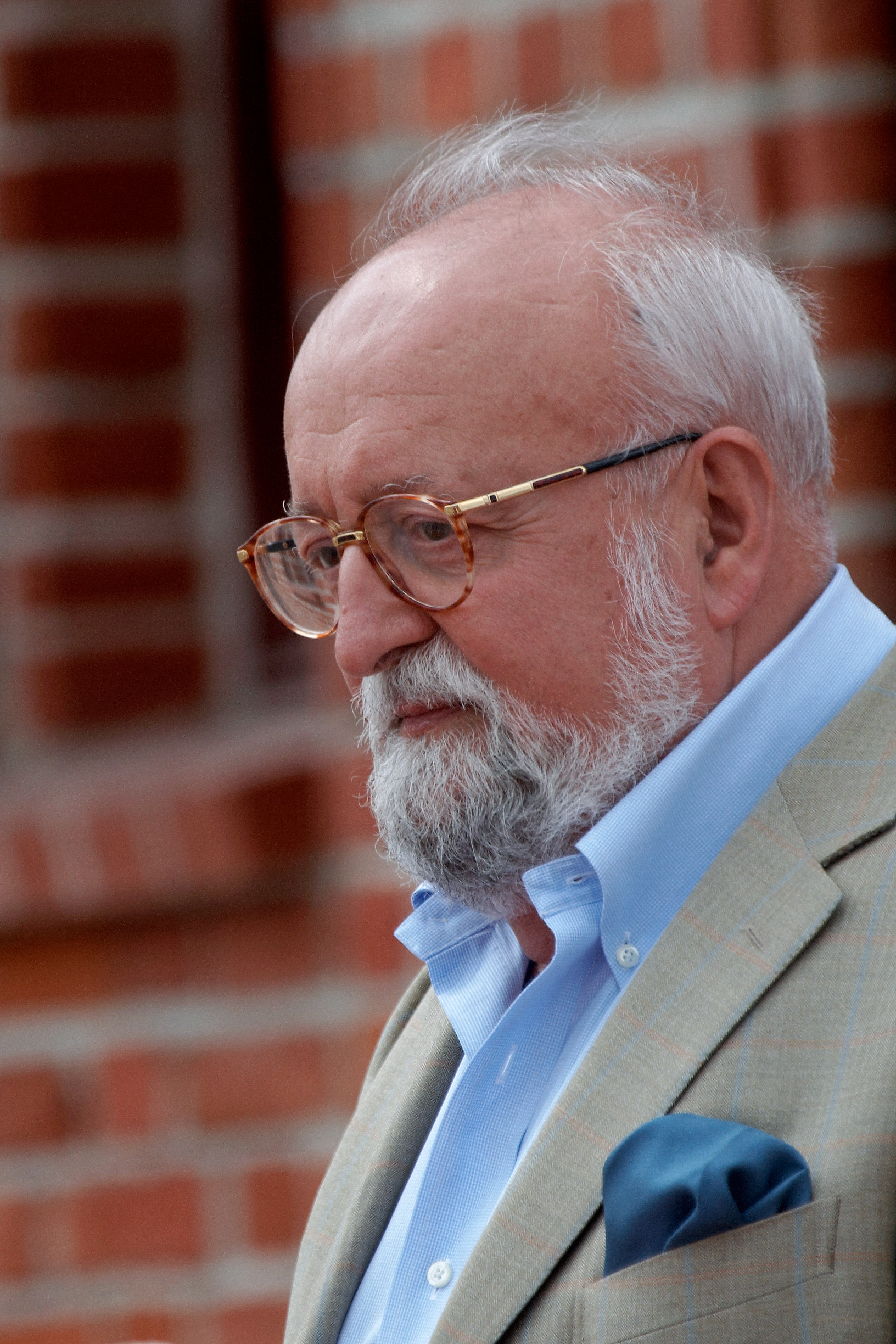
Krzysztof Penderecki - Festival de las Estrellas en Gdańsk, 2008

| Personaje                  | Tesitura     | Reparto del estreno |
| -------------------------- | ------------ | ------------------- |
| Arabella                   | soprano      |                     |
| Benigna                    | soprano      |                     |
| Daga                       | soprano      |                     |
| Rosa Sacchi                | mezzosoprano | Marjana Lipovšek    |
| Gräfin Laura Hüttenwächter | contralto    |                     |
| Doktor Knoblochzer         | bajo         |                     |
| François Tortebat          | bajo         |                     |
| Graf Ebbo Hüttenwächter    | bajo         |                     |
| Hadank                     | tenor        | Heinz Zednik        |
| Jedidja Potter             | tenor        |                     |
| Löwel Perl                 | barítono     |                     |
| Plebanus Wendt             | bajo         |                     |
| Roberto Dedo               | barítono     |                     |
| Schedel                    | tenor        |                     |
| Silvanus Schuller          | tenor        |                     |

## Enlacesa externos
- Esta obra contiene una traducción  derivada de «Die schwarze Maske» de Wikipedia en inglés, publicada por sus editores bajo la Licencia de documentación libre de GNU y la Licencia Creative Commons Atribución-CompartirIgual 4.0 Internacional.

- Datos: Q3027336